# The Adventures of Brisco County, Jr
The Adventures of Brisco County, Jr (no Brasil: As Aventuras de Brisco County, Jr ou simplesmente Brisco Jr.) é uma série western com elementos de ficção-científica (steampunk) de 1993 da FOX.

## Exibição
A série foi apresentada originalmente pela rede Fox, nos Estados Unidos, entre 27 de agosto de 1993 a 20 de maio de 1994, num total de 27 episódios. Posteriormente foi distribuída em syndication e também exibida pelo canal a cabo Turner Network Television (TNT) entre janeiro de 1996 a janeiro de 2001. No Brasil, a série foi exibida em 1995 nas madrugadas da Rede Globo e durante os anos de 1996 e 1997 no canal a cabo Warner Channel.

## Sinopse
Brisco County, Jr (Bruce Campbell) é um advogado formado em Harvard que trabalha como caçador de recompensa, já que odeia a sua profissão de advogado. Seu maior Objetivo é prender John Bly e sua Gangue,que foi responsável pela morte de seu pai o Marechal County Brisco, que era delegado. Série ambientada no velho oeste, em meados de 1890.

## Elenco
Principal
- Bruce Campbell como Brisco County, Jr

Secundários
- Julius Carry como Lord Bowler
- Christian Clemenson como Socrates Poole
- Kelly Rutherford como Dixie Cousins
- John Pyper-Ferguson como Pete Hutter
- John Astin como Professor Wickwire
- Billy Drago como John Bly